# 天生桥一级水电站
天生桥一级水电站位于中国贵州省安龙县和广西壮族自治区隆林各族自治县交界处的南盘江干流上，是红水河第一级水电站。工程于1991年6月开工，1994年底截流，1997年底蓄水，1998年12月首台机组发电，2000年12月竣工。
坝址以上流域面积50139平方公里，多年平均流量612立方米/秒，年径流量193亿立方米。年平均输沙量1574万吨，平均含沙量0.81公斤/立方米。水库总库容102.6亿立方米，调节库容57.96亿立方米，为不完全多年调节水库。电站装机容量120万千瓦（4台30万千瓦机组），年发电量52.26亿度。

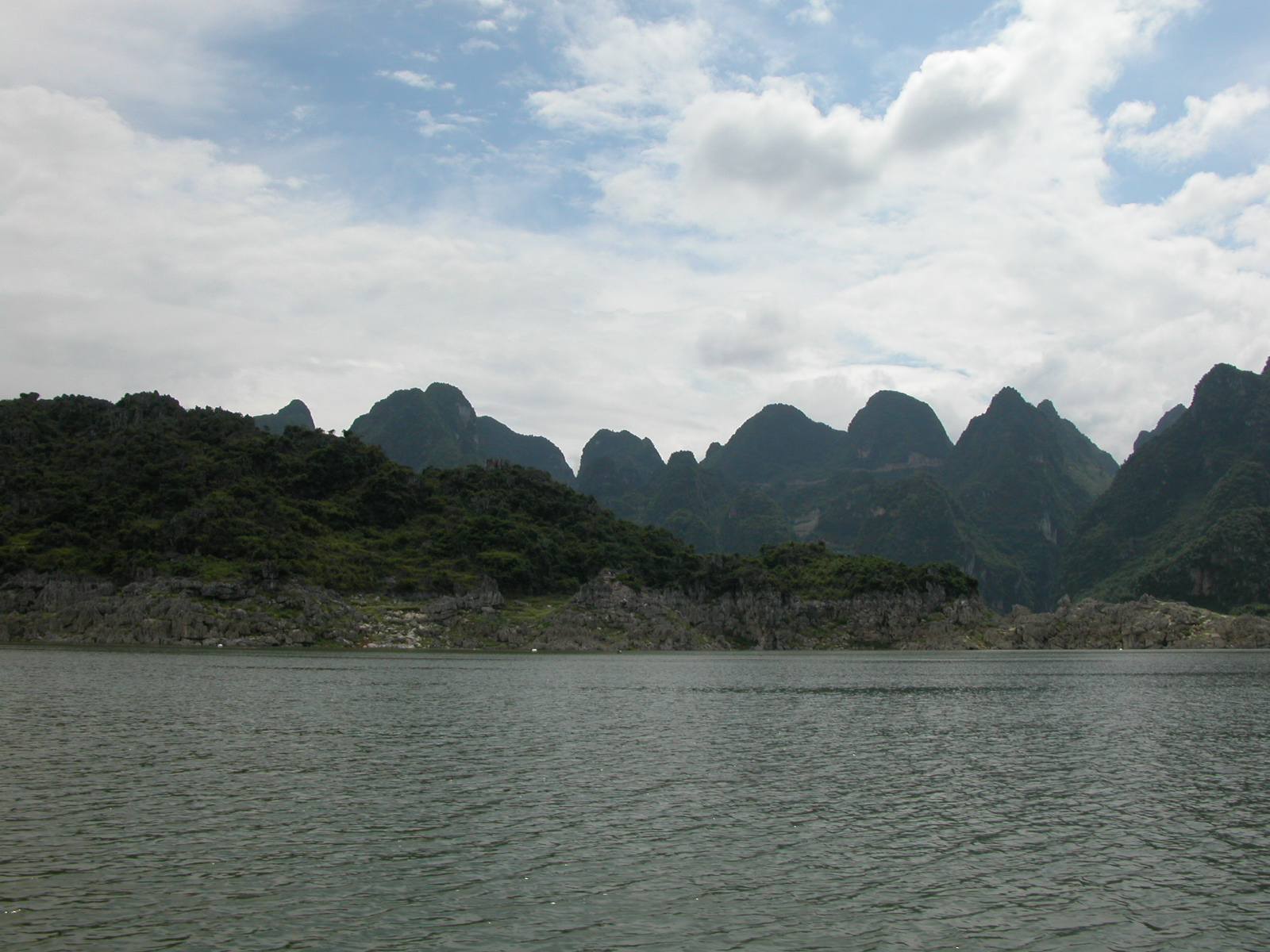
万峰湖

万峰湖是天生桥一级水电站建成后形成的人工湖，面积约600平方公里。